# Ghoti
Ghoti is een niet-bestaand woord dat wordt gebruikt om de onregelmatigheden in de spelling van het Engels te illustreren. Het wordt uitgesproken als fish: "gh" als in laugh; "o" als in women; "ti" als in nation.
De oorsprong van het woord wordt vaak toegeschreven aan George Bernard Shaw, maar het is onwaarschijnlijk dat het van hem afkomstig is.
Het foneem "gh" voor de klank /f/ wordt echter nooit aan het begin van een woord gebruikt, en "ti" voor de klank /sj/ wordt nooit aan het eind van een woord gebruikt in het Engels. Het woord women is het enige woord waarin de "o" voor de klank /I/ staat, en dit is deels te danken aan de Engelse grote klinkerverschuiving, deels aan een klankverschuiving die men in vele talen tegenkomt en doorgaans aanduidt als umlaut.
Met evenveel recht kan echter worden beweerd dat in ghoti de "gh" moet worden uitgesproken als in though, de "o" als in people, de "t" als in ballet of mortgage en de "i" als in business. De uitspraak van ghoti resulteert dan in een stilte.

## Verwante onderwerpen
- Fonologie
- The Chaos, een gedicht dat de onregelmatigheid van de Engelse spelling illustreert.